# Вайсбах-бай-Лофер
Вайсбах-бай-Лофер —  містечко та громада в австрійській землі Зальцбург. Містечко належить округу Целль-ам-Зе.